# First World Towers
 (juillet 2023).
Si vous disposez d'ouvrages ou d'articles de référence ou si vous connaissez des sites web de qualité traitant du thème abordé ici, merci de compléter l'article en donnant les références utiles à sa vérifiabilité et en les liant à la section « Notes et références ».
Les First World Towers sont quatre gratte-ciels identiques de 236 mètres pour 67 étages construit en 2009 à Incheon en Corée du Sud dans le nouveau quartier de Songdo. Elles disposent d'un innovant système high-tech très perfectionné qui en fait de véritables immeubles connectés, premiers du genre. 